# Helle Jespersen
Helle Møller Jespersen (12 de febrero de 1968) es una deportista danesa que compitió en vela en la clase Yngling.
Participó en los Juegos Olímpicos de Atenas 2004, obteniendo una medalla de bronce en la clase Yngling (junto con Dorte Jensen y Christina Otzen). Ganó dos medallas en el Campeonato Mundial de Yngling, plata en 2004 y bronce en 2003.

## Palmarés internacional
| \| Juegos Olímpicos \| Juegos Olímpicos \| Juegos Olímpicos \| Juegos Olímpicos \| \| Año \| Lugar \| Medalla \| Clase \| \| ------------------ \| ------------------ \| ----------------- \| ---------------- \| \| 2004 \| Atenas (Grecia) \| Medalla de bronce \| Yngling \| \| Campeonato Mundial \| \| \| \| \| Año \| Lugar \| Medalla \| Clase \| \| 2003 \| Cádiz (España) \| Medalla de bronce \| Yngling \| \| 2004 \| Santander (España) \| Medalla de plata \| Yngling \| |                    |                   |         |
| Juegos Olímpicos |                    |                   |         |
| Año | Lugar              | Medalla           | Clase   |
| 2004 | Atenas (Grecia)    | Medalla de bronce | Yngling |
| Campeonato Mundial |                    |                   |         |
| Año | Lugar              | Medalla           | Clase   |
| 2003 | Cádiz (España)     | Medalla de bronce | Yngling |
| 2004 | Santander (España) | Medalla de plata  | Yngling |